# St. Petri (Marschacht)

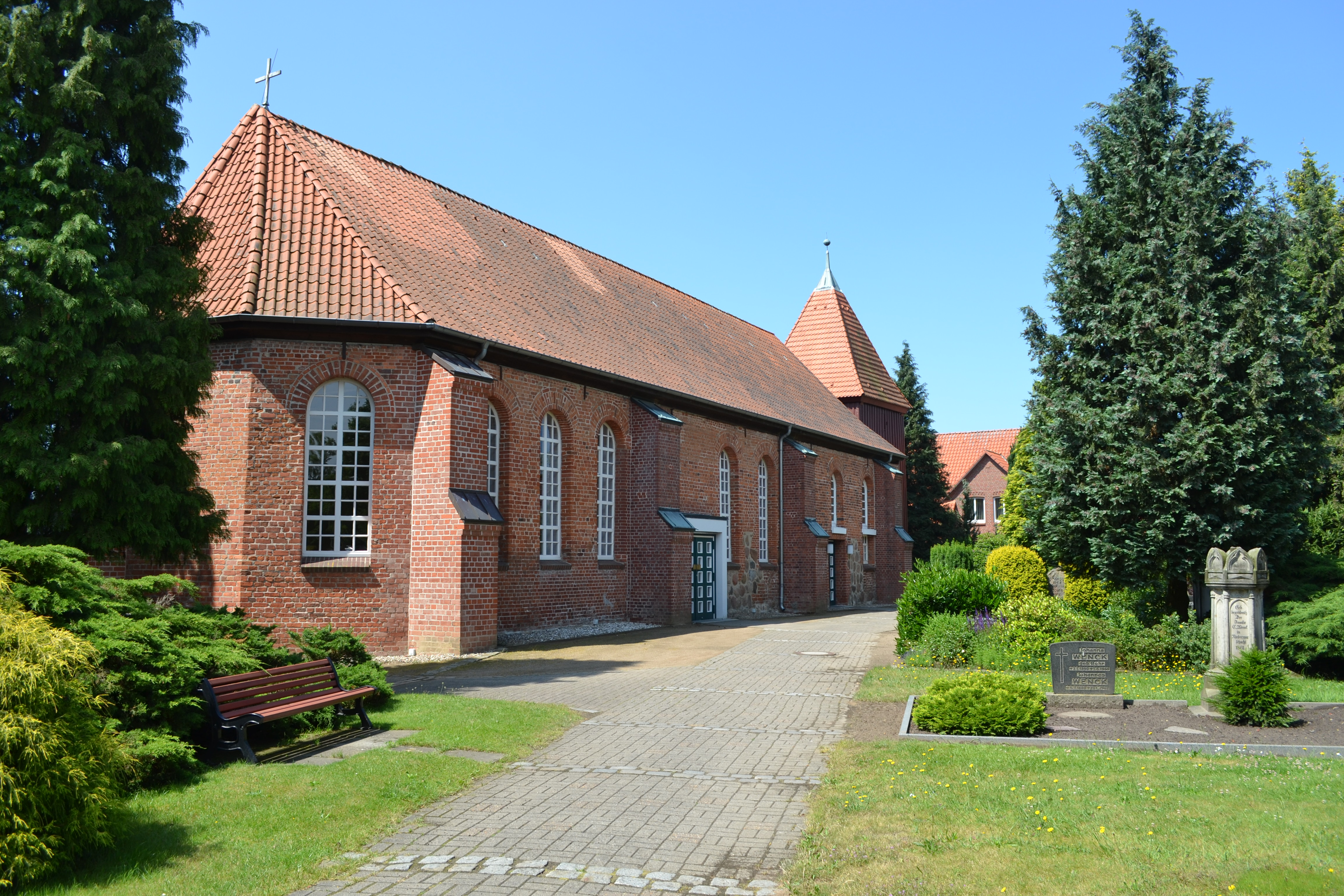
St. Petri

Die St. Petri- oder Petri-Kirche ist eine evangelisch-lutherische, denkmalgeschützte Kirche in der Gemeinde Marschacht, im Landkreis Harburg von Niedersachsen. Die Kirchengemeinde ist Mitgliedsgemeinde der Gesamtkirchengemeinde Elbmarsch und gehört zum Kirchenkreis Winsen im Sprengel Lüneburg der Evangelisch-lutherischen Landeskirche Hannovers.

## Geschichte
Im Jahre 1216 wurde der Ort Hachede zum ersten Mal urkundlich erwähnt. Aus dem Ort Hachede entstanden die Orte Obermarschacht und Niedermarschacht. Die gemeinsame Kirche, die zu dieser Zeit schon nahe der Elbe gestanden hat, wurde durch Eisgang zerstört.
Das heutige Kirchengebäude wurde von 1613 bis 1615 erbaut. 1821 wurde die Kirche vollständig neu ausgebaut.
1970 wurde die Kirche umgebaut und erhielt ein modernes Erscheinungsbild. Ein Drittel des Kirchenraumes wurde zum Einbau von Gemeinderäumen verwandt. Die Emporen und die Kirchenbänke sowie der Altar und die Orgel wurden herausgenommen und nicht wieder eingebaut. Die Einweihung der umgebauten Kirche geschah am 7. November 1971.

## Architektur und Ausstattung
Die heutige Saalkirche besteht aus einem Langhaus, einem dreiseitig abgeschlossenen Chor und einem hölzernen Kirchturm.
Beim Umbau 1970 wurden in der Kirche bzw. in der Sakristei das Altarbild „Christus am Kreuz“ (vor 1860 geschaffen) und die Bilder von Petrus und Paulus von 1860 angebracht. Im Jahre 1991 malte Siegfried Steege ein neues großes Altarbild, das Jesus bei der Stillung des Seesturms (Mk 4,35–41 ) und Petrus zeigt.